# Вугільний пласт

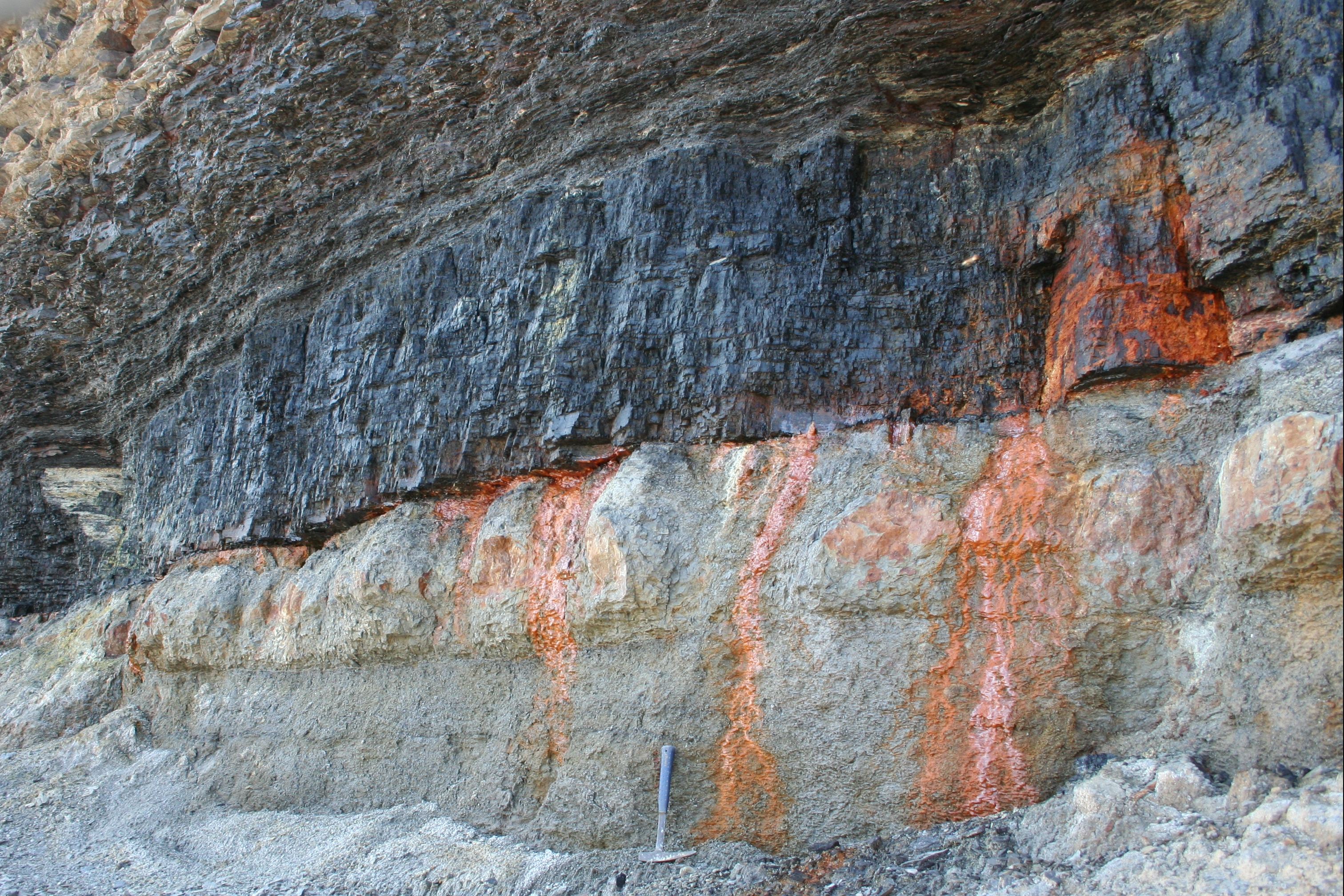
Вугільний пласт, що виходить на поверхню (бітумінозне вугілля; пенсильваній).

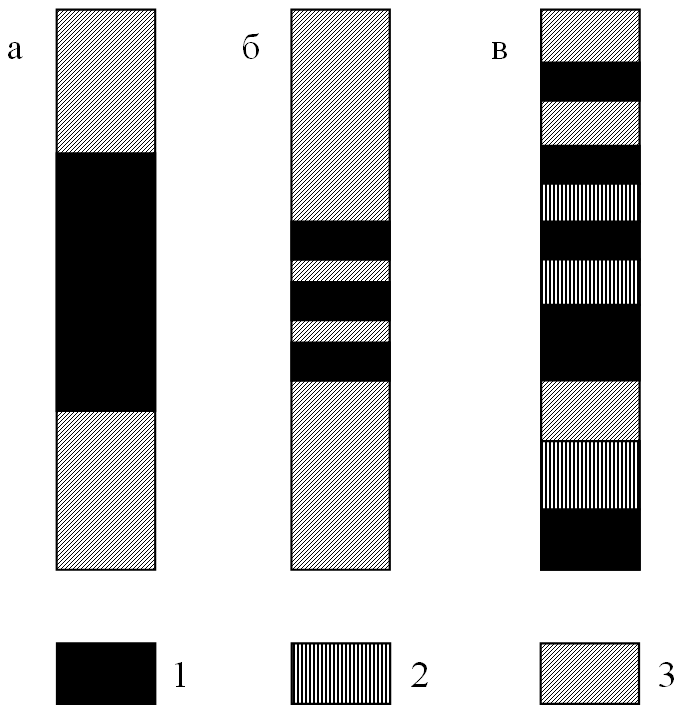
Будова вугільного пласта: а — простий; б — складний; в — вельми складний; 1 — вугілля; 2, 3 — порода

Ускладнення морфології та залягання вугільних пластів

Вугільний пласт (рос. угольный пласт, англ. coal seam, coal bed; нім. Kohlenflöz, Kohlenschicht) — форма залягання викопного вугілля у вигляді плито- і лінзоподібних тіл з невеликою в порівнянні з площею поширення потужністю.
Потужність вугільних пластів коливається від десятків см до 10-25 м; при цьому більшість пластів витримують свою потужність на площах в десятки і сотні км².

## Класифікація
Вугільні пласти можуть бути простої і, частіше, складної, будови. Значно поширені вугільні пласти дуже складної будови, представлені багаторазовим чергуванням в їх розрізі шарів вугілля і породних прошарків. Контакти вугілля з ними можуть бути різкими або поступовими.
У практиці підземної розробки вугілля вугільні пласти за кутом падіння і потужністю поділяють на такі групи:
- за кутом падіння — пологі (до 18°), похилі (19-35°), крутопохилі (36-55°) і круті (56-90°);
- за потужністю — дуже тонкі (до 0,7 м), тонкі (0,71-1,2 м), середньої потужності (1,25-3,5 м), потужні (понад 3,51 м).

Нижня межа робочої потужності вугільних пластів на Донбасі — до 0,5-0,55 м. Кут падіння і потужність вугільних пластів значною мірою обумовлюють систему його розробки і способи управління покрівлею в очисних вибоях, механізацію очисних робіт тощо.
Унікальні за потужністю вугільні пласти присутні в Екібастузському басейні (до 160 м); в родовищах Коркінське, Ангренське (РФ), Фушунь (KHP) (до 200 м), Бабаївському (до 125 м) і Хабаровському (100 м) Південно-Уральському басейнах, Кзил-Тальському (до 165 м) Тургайському басейнах (всі — РФ). У світі максимальної потужності вугільні пласти досягають в басейні Латроб-Валлі (Австралія), родовищі Хат-Крік (Канада) (відповідно 340 і 450 м).

## Характеристики зруйновності вугільного пласта
Див. також Зруйновність вугільного пласта
Характеристики, що відображають здатність вугільних пластів протистояти впливу ріжучого інструмента виймальних машин, що залежать від природно-генетичних і гірничотехнічних чинників. До числа таких характеристик відносять: опірність вугільного пласта різанню в різних зонах по ширині захвату виконавчих органів виймальної машини, взаємопов'язані показники крихкості пласта при різанні і здатності вугілля до подрібнення, показник здатності пласта руйнуватися (показник зруйновності пласта).

## Управління профілем пласта
Управління ріжучими органами гірничих машин відповідно до гіпсометрії пласта.
Розрізняють ручне (місцеве) управління — з участю людини
(машиніста виймальних машин, оператора комплексу та ін.);
автоматичне управління — без участі людини; програмне
управління — за заданою програмою. Значною мірою впливає
на повноту вилучення вугілля та його зольність, а також на
довговічність і надійність роботи видобувних машин.